# The Violent
The Violent — ограниченная серия комиксов, состоящая из 5 выпусков, которую в 2015—2016 годах издавала компания Image Comics.

## Синопсис
Бывший заключённый Мейсон возвращается к преступной жизни ради дочери.

### Выпуски
| № | Дата выхода    | Оценка на Comic Book Roundup    | Предполагаемый объём продаж (первый месяц) |
| - | -------------- | ------------------------------- | ------------------------------------------ |
| 1 | 9 декабря 2015 | 8,8 из 10 на основе 18 рецензий | 11 751, позиция в Северной Америке — 185   |
| 2 | 13 января 2016 | 8,7 из 10 на основе 5 рецензий  | 6 474, позиция в Северной Америке — 222    |
| 3 | 2 марта 2016   | 8,5 из 10 на основе 5 рецензий  | 5 372, позиция в Северной Америке — 260    |
| 4 | 4 мая 2016     | 6,3 из 10 на основе 3 рецензий  | н/д                                        |
| 5 | 13 июля 2016   | 7,7 из 10 на основе 2 рецензий  | н/д                                        |

### Сборники
| Название                           | Тип            | Дата выхода      | Собранный материал | Кол-во страниц | ISBN                       | Предполагаемый объём продаж (первый месяц) |
| ---------------------------------- | -------------- | ---------------- | ------------------ | -------------- | -------------------------- | ------------------------------------------ |
| The Violent Vol. 1: Blood Like Tar | Мягкая обложка | 14 сентября 2016 | The Violent #1-5   | 120            | 978-1632157140, 1632157144 | 1 662, позиция в Северной Америке — 55     |

## Отзывы
На сайте Comic Book Roundup серия имеет оценку 8 из 10 на основе 33 рецензий. Ричард Грей из Newsarama дал первому выпуску 9 баллов из 10 и отмечал слаженность между работой художника и колориста. Кара Вальтерсдорф из ComicsVerse, обозревая дебют, похвалила художников и посчитала, что «цвет [в выпуске] очень красивый». Кевин Макконнелл из Multiversity Comics оценил первый выпуск в 7 баллов из 10 и написал, что «с точки зрения сюжета здесь всё на высоте», но «с точки зрения рисунка не очень».